# Puccinia diplachnicola
Puccinia diplachnicola ist eine Ständerpilzart aus der Ordnung der Rostpilze (Pucciniales). Der Pilz ist ein Endoparasit des Süßgrasgattung Cleistogenes. Symptome des Befalls durch die Art sind Rostflecken und Pusteln auf den Blattoberflächen der Wirtspflanzen. Sie kommt in Ostasien vor.

## Merkmale

### Makroskopische Merkmale
Puccinia diplachnicola ist mit bloßem Auge nur anhand der auf der Oberfläche des Wirtes hervortretenden Sporenlager zu erkennen. Sie wachsen in Nestern, die als gelbliche bis braune Flecken und Pusteln auf den Blattoberflächen erscheinen.

### Mikroskopische Merkmale
Das Myzel von Puccinia diplachnicola wächst wie bei allen Puccinia-Arten interzellulär und bildet Saugfäden, die in das Speichergewebe des Wirtes wachsen. Aecien oder Spermogonien der Art sind nicht bekannt. Die hellgelben  Uredien des Pilzes wachsen zumeist unterseitig auf den Wirtsblättern. Ihre hyalinen Uredosporen sind 15–18 × 12–14 µm groß, kugelig bis eiförmig und fein stachelwarzig. Die beid- oder überwiegend blattunterseitig wachsenden Telien der Art sind schwarzbraun, pulverig und früh offenliegend. Die haselnussbraunen Teliosporen sind zweizellig, ellipsoid bis breitellipsoid und 27–38 × 14–19 µm groß. Ihre Stiele sind farblos und bis zu 90 µm lang.

## Verbreitung
Das bekannte Verbreitungsgebiet von Puccinia diplachnicola umfasst China, Japan und die Koreanische Halbinsel.

## Ökologie
Die Wirtspflanzen von Puccinia diplachnicola sind verschiedene Cleistogenes-Arten. Der Pilz ernährt sich von den im Speichergewebe der Pflanzen vorhandenen Nährstoffen, seine Sporenlager brechen später durch die Blattoberfläche und setzen Sporen frei. Die Art verfügt über einen Entwicklungszyklus, von dem bislang lediglich Telien und Uredien sowie deren Wirt bekannt sind; Spermogonien und Aecien konnten dem Pilz nicht zugeordnet werden.